# SU-152
SU-152 (ros. СУ-152 – skrót od nazwy Самоходная Установка) – radzieckie ciężkie działo samobieżne z okresu II wojny światowej.

## Historia
W dniu 15 kwietnia 1942 roku w Głównym Zarządzie Artylerii Armii Czerwonej podjęto decyzję o rozpoczęciu prac nad szeregiem dział samobieżnych przeznaczonych dla wsparcia piechoty. W tej decyzji stwierdzono, że mają być one budowane na podwoziach czołgów produkowanych seryjnie. 
Na podwoziu czołgu KW miał być opracowany „ciężki samobieżny niszczyciel schronów bojowych” uzbrojony w haubico-armatę kal. 152 mm. Prace nad tym ciężkim działem samobieżnym rozpoczęto jesienią 1942 roku równocześnie ustalono, że oprócz niszczenia umocnień i schronów bojowych miał zwalczać ciężkie czołgi. Pracami kierowało biuro konstrukcyjne Ż. Kotinowa z Zakładów Kirowskich w Czelabińsku przy współpracy z biurem konstrukcyjnym artylerii samobieżnej zakładów Uralmaszzawod w Swierdłowsku. 
Projekt nowego działa samobieżnego był gotowy na początku stycznia 1943 roku i w dniu 4 stycznia został zatwierdzony i zlecono budowę prototypu, który miano ukończyć do 29 stycznia. Prototyp wyposażono w specjalnie adaptowaną dla tego działa haubico-armatę wz. 1937/43 (ML-20S) kal. 152 mm. Nosił on oznaczenie KW-14.
Już 7 lutego 1943 roku zakończono próby działa, a w dniu 14 lutego 1943 roku przyjęto je na uzbrojenie. Zmieniono jednocześnie jego oznaczenie na SU-152. Także w lutym rozpoczęto produkcję seryjną w Zakładach Kirowskich w Czelabińsku, gdzie trwała do września 1943 roku. W tym czasie wyprodukowano około 700 sztuk SU-152. Produkcję ich przerwano z uwagi na opracowanie i wdrożenie do produkcji seryjnej nowego ciężkiego działa samobieżnego ISU-152.
Do obecnych czasów z około siedmiuset SU-152 przetrwały zaledwie trzy sztuki, z których dwie znajdują się w Polsce, w Lubuskim Muzeum Wojskowym w Zielonej Górze z/s w Drzonowie, gdzie je przeniesiono w 1997 roku z Cmentarza Żołnierzy Radzieckich w Cybince, a jedna w rosyjskim Muzeum Czołgów w Kubince.

## Opis konstrukcji
Ciężkie działo samobieżne SU-152 było oparte na podwoziu czołgu KW-1s, na którym zamontowano nieruchomą wieżę. W wieży umieszczono haubico-armatę wz. 1937/43 (ML-20S) kal. 152 mm adaptowano do potrzeb tego pojazdu. Pancerz wykonany był z płyt walcowanych i odlewanych o grubości od 22 mm (góra) do 75 mm (przód wieży). 
Napęd stanowił silnik wysokoprężny, widlasty, 12-cylindrowy W-2K, układ napędowy składał się z wielotarczowego sprzęgła głównego i skrzyni przekładniowej mechanicznej. Posiadał 8 biegów do przodu i 2 wsteczne. 
Podwozie składało się z 6 par podwójnych stalowych kół nośnych umieszczonych niezależnie na wahaczach, koła napędowego z tyłu i koła napinającego z przodu.

## Służba
W chwili rozpoczęcia produkcji seryjnej działa samobieżne SU-152 były systematycznie wprowadzane na uzbrojenie Armii Czerwonej i formowane w pułki ciężkiej artylerii samobieżnej. W skład takiego pułku wchodziło początkowo 12 dział SU-152 a później 21. 
Działa samobieżne SU-152 chrzest bojowy przeszły w trakcie bitwy na łuku kurskim, gdzie były użyte w walce z czołgami PzKpfw V Panther, PzKpfw VI Tiger i działami Ferdynand, użytymi przez Niemców po raz pierwszy. Dla SU-152 wyposażonego w działo o tak dużym kalibrze nawet pancerze Tygrysów nie były problemem. Wtedy właśnie działo to otrzymało nazwę „Pogromca zwierząt” (ros. Зверобой – czyt. zwieroboj). 
W późniejszym okresie zaczęto wycofywać te działa zastępując je działami ISU-152. 
W zasadzie działa samobieżne SU-152 były na uzbrojeniu tylko Armii Czerwonej, choć trzy egzemplarze znalazły się na wyposażeniu Wojska Polskiego, jeden w 3 szkolnym pułku czołgów i dwa w Oficerskiej Szkole Broni Pancernej. Użytkowano je tam w latach 1945–1949 do szkolenia.